# Trace Cyrus
Trace Dempsey Cyrus, född 24 februari 1989 i Ashland, Kentucky, är en amerikansk musiker och låtskrivare, känd som gitarrist och sångare i bandet Metro Station.
Idag är han sångare i sitt eget startade musik projekt Ashland HIGH.
 Han är ägare av klädmärket Southern Made, Hollywood Paid och From Backseats to Bedrooms.
 Trace Cyrus mor är Leticia "Tish" Finley Cyrus. Hans biologiska far är Baxter Neal Helson, Cyrus är adopterad av sångaren Billy Ray Cyrus. Han är även äldre bror till skådespelerskan och sångerskan Miley Cyrus.